# Алваро Рико
Алваро Рико Ладера (шп. Álvaro Rico Ladera; Ла Пуебла де Монталбан, 13. август 1996) шпански је глумац. Познат је по улози Пола у серији Елитна школа и Елмера у серији Вртлар.

## Филмографија
| Улоге Алвара Рика |              |               |       |              |
| Година            | Српски назив | Изворни назив | Улога | Напомена     |
| 2018—2020.        | Елитна школа |               | Поло  | главна улога |
| 2025.             | Вртлар       |               | Елмер | главна улога |